# KTS Tarnobrzeg 2012/2013
Sezon 2012/2013 KTS Tarnobrzeg
W sezonie 2012/13 KTS Tarnobrzeg uczestniczył w rozgrywkach Ekstraklasy zdobywając tytuł drużynowego Mistrza Polski oraz w europejskim Pucharze ETTU, w którym swój udział rozpoczął od III rundy, zdobywając Wicemistrzostwo Europy.
Po raz pierwszy w historii tych rozgrywek polska drużyna została rozstawiona z jedynką.

## Kadra zespołu
| KTS Zamek Tarnobrzeg      | KTS Zamek Tarnobrzeg | KTS Zamek Tarnobrzeg |
| Imię i nazwisko           | Narodowość           | Data urodzenia       |
| ------------------------- | -------------------- | -------------------- |
| Kinga Stefańska (kapitan) | Polska               | 22 stycznia 1980     |
| Li Qian                   | Polska               | 30 lipca 1986        |
| Renata Štrbíková          | Czechy               | 6 sierpnia 1979      |
| Marharyta Pesoćka         | Ukraina              | 9 sierpnia 1991      |
| Han Ying                  | Niemcy               | 29 kwietnia 1983     |
| Jia Jun                   | Chiny                | 17 czerwca 1986      |
| Wang Yixiao               | Chiny                | 16 stycznia 1995     |
| Malwina Kantorowicz       | Polska               | 9 lutego 1998        |

Trenerzy: Zbigniew Nęcek (od 1 czerwca 1987 roku), Tamara Czigwincewa (trener juniorów), Marharyta Pesoćka (kierownik drużyny i trener Marharyty Pesoćkej).

## Ekstraklasa

### Runda zasadnicza
| Rozgrywki Ekstraklasy w sezonie 2012/13 | Rozgrywki Ekstraklasy w sezonie 2012/13 | Rozgrywki Ekstraklasy w sezonie 2012/13 | Rozgrywki Ekstraklasy w sezonie 2012/13                             | Rozgrywki Ekstraklasy w sezonie 2012/13 | Rozgrywki Ekstraklasy w sezonie 2012/13     |
| Runda                                   | Kolejka                                 | Data                                    | Drużyny                                                             | Wynik                                   | Uwagi                                       |
| --------------------------------------- | --------------------------------------- | --------------------------------------- | ------------------------------------------------------------------- | --------------------------------------- | ------------------------------------------- |
| I                                       | 1                                       | 7 września 2012                         | KS Spójnia Warszawa – KTS Zamek Tarnobrzeg                          | 0:3                                     |                                             |
| I                                       | 2                                       | 16 września 2012                        | KTS Zamek Tarnobrzeg – KS Stella Gniezno                            | 3:1                                     |                                             |
| I                                       | 3                                       | 29 września 2012                        | KU AZS UE Wrocław – KTS Zamek Tarnobrzeg                            | 1:3                                     |                                             |
| I                                       | 4                                       | 2 października 2012                     | KTS Zamek Tarnobrzeg – GLKS WANZL SCANIA Nadarzyn                   | 3:2                                     |                                             |
| I                                       | 5                                       | 24 października 2012                    | AZS PWSIP Wałkuscy Łomża – KTS Zamek Tarnobrzeg                     | 2:3                                     |                                             |
| I                                       | 6                                       | 13 listopada 2012                       | KTS Zamek Tarnobrzeg – KU AZS AJD Częstochowa                       | 3:2                                     |                                             |
| I                                       | 7                                       | 27 listopada 2012                       | KTS Zamek Tarnobrzeg – MKSTS DWSPiT Polkowice                       | 3:1                                     |                                             |
| I                                       | 8                                       | 17 grudnia 2012                         | KTS Zamek Tarnobrzeg – Warmia Zamer Lidzbark Warmiński              | 3:1                                     |                                             |
| I                                       | 9                                       | 19 grudnia 2012                         | KTS Zamek Tarnobrzeg – SKTS Sochaczew                               | 3:1                                     |                                             |
| II                                      | 1                                       | 12 stycznia 2013                        | KTS Zamek Tarnobrzeg – KS Spójnia Warszawa                          | 3:0                                     | Mecz został rozegrany w Brzózie Królewskiej |
| II                                      | 2                                       | 14 stycznia 2013                        | KS Stella Gniezno – KTS Zamek Tarnobrzeg                            | 0:3                                     | Mecz został rozegrany w Zielonej Górze      |
| II                                      | 3                                       | 28 marca 2013                           | KTS Zamek Tarnobrzeg – KU AZS UE Wrocław                            | 3:1                                     | Przełożony z dnia 9 lutego 2013             |
| II                                      | 4                                       | 26 marca 2013                           | GLKS WANZL SCANIA Nadarzyn – KTS Zamek Tarnobrzeg                   | 0:3                                     | Przełożony z dnia 16 lutego 2013            |
| II                                      | 5                                       | 25 marca 2013                           | KTS Zamek Tarnobrzeg – AZS PWSIP Wałkuscy Łomża                     | 3:1                                     | Przełożony z dnia 9 marca 2013              |
| II                                      | 6                                       | 15 marca 2013                           | KU AZS AJD Częstochowa – KTS Zamek Tarnobrzeg                       | 0:3                                     |                                             |
| II                                      | 7                                       | 6 kwietnia 2013                         | MKSTS DWSPiT Polkowice – KTS Zamek Tarnobrzeg                       | 0:3                                     |                                             |
| II                                      | 8                                       | 17 kwietnia 2013                        | Polmlek (d. Warmia) Zamer Lidzbark Warmiński – KTS Zamek Tarnobrzeg | 0:3                                     |                                             |
| II                                      | 9                                       | 20 kwietnia 2013                        | SKTS Sochaczew – KTS Zamek Tarnobrzeg                               | 0:3                                     |                                             |

| Tabela Ekstraklasy kobiet w sezonie 2012/13 | Tabela Ekstraklasy kobiet w sezonie 2012/13  | Tabela Ekstraklasy kobiet w sezonie 2012/13 | Tabela Ekstraklasy kobiet w sezonie 2012/13 | Tabela Ekstraklasy kobiet w sezonie 2012/13 | Tabela Ekstraklasy kobiet w sezonie 2012/13 | Tabela Ekstraklasy kobiet w sezonie 2012/13 |
| Lokata                                      | Drużyna                                      | Mecze                                       | Punkty                                      | Zwycięstwa                                  | Porażki                                     | Bilans setów                                |
| ------------------------------------------- | -------------------------------------------- | ------------------------------------------- | ------------------------------------------- | ------------------------------------------- | ------------------------------------------- | ------------------------------------------- |
| 1                                           | KTS Zamek Tarnobrzeg                         | 18                                          | 36                                          | 18                                          | 0                                           | 54:13                                       |
| 2                                           | GLKS WANZL SCANIA Nadarzyn                   | 18                                          | 26                                          | 13                                          | 5                                           | 44:26                                       |
| 3                                           | SKTS Sochaczew                               | 18                                          | 24                                          | 12                                          | 6                                           | 41:34                                       |
| 4                                           | Polmlek (d. Warmia) Zamer Lidzbark Warmiński | 18                                          | 22                                          | 11                                          | 7                                           | 39:30                                       |

### Faza play-off
|  |          |                                  |          |                            |          |   |   |                      |       |       |       |       |
|  | Półfinał | Półfinał                         | Półfinał | Półfinał                   | Półfinał |   |   | Finał                | Finał | Finał | Finał | Finał |
|  | Półfinał | Półfinał                         | Półfinał | Półfinał                   | Półfinał |   |   | Finał                | Finał | Finał | Finał | Finał |
|  |          |                                  |          |                            |          |   |   |                      |       |       |       |       |
|  |          |                                  |          |                            |          |   |   |                      |       |       |       |       |
|  | 1        | KTS Zamek Tarnobrzeg             | 3        | 3                          |          |   |   |                      |       |       |       |       |
|  | 1        | KTS Zamek Tarnobrzeg             | 3        | 3                          |          |   |   |                      |       |       |       |       |
|  | 4        | Polmlek Zamer Lidzbark Warmiński | 0        | 0                          |          |   |   |                      |       |       |       |       |
|  | 4        | Polmlek Zamer Lidzbark Warmiński | 0        | 0                          |          |   | 1 | KTS Zamek Tarnobrzeg | 3     | 3     |       |       |
|  |          |                                  |          |                            |          |   | 1 | KTS Zamek Tarnobrzeg | 3     | 3     |       |       |
|  |          |                                  | 2        | GLKS WANZL SCANIA Nadarzyn | 0        | 0 |   |                      |       |       |       |       |
|  | 2        | GLKS WANZL SCANIA Nadarzyn       | 2        | GLKS WANZL SCANIA Nadarzyn | 0        | 0 | 3 | 2                    | 3     |       |       |       |
|  | 2        | GLKS WANZL SCANIA Nadarzyn       |          |                            |          |   |   |                      |       |       |       |       |
|  | 3        | SKTS Sochaczew                   | 0        | 3                          | 2        |   |   |                      |       |       |       |       |
|  | 3        | SKTS Sochaczew                   | 0        | 3                          | 2        |   |   |                      |       |       |       |       |
|  |          |                                  |          |                            |          |   |   |                      |       |       |       |       |

## Puchar ETTU
| Rozgrywki Pucharu ETTU w sezonie 2012/13 | Rozgrywki Pucharu ETTU w sezonie 2012/13 | Rozgrywki Pucharu ETTU w sezonie 2012/13                                                 | Rozgrywki Pucharu ETTU w sezonie 2012/13 |
| Runda                                    | Data                                     | Drużyny                                                                                  | Wynik                                    |
| ---------------------------------------- | ---------------------------------------- | ---------------------------------------------------------------------------------------- | ---------------------------------------- |
| III                                      | 16 listopada 2012                        | KTS Zamek Tarnobrzeg – Club Pongiste Lyssois Lille Metropole                             | 3:1                                      |
| ćwierćfinał                              | 19 stycznia 2013 9 lutego 2013           | Evromost Kubań Krasnodar – KTS Zamek Tarnobrzeg – Evromost Kubań Krasnodar               | 0:3 :2                                   |
| półfinał                                 | 8 marca 2013 22 marca 2013               | Tennis de Table Saint Quentin – KTS Zamek Tarnobrzeg – Tenis de Table Saint Quentin      | 0:3 :0                                   |
| finał                                    | 13 kwietnia 2013 27 kwietnia 2013        | Fenerbahçe Spor Kulübü Istanbul – KTS Zamek Tarnobrzeg – Fenerbahçe Spor Kulübü Istanbul | 3:1 0:3                                  |
| Wicemistrzostwo Europy                   |                                          |                                                                                          |                                          |